# Isochromodes extimaria
Isochromodes extimaria là một loài bướm đêm trong họ Geometridae.